# Blumbangrejo
Blumbangrejo is een bestuurslaag in het regentschap Blora van de provincie Midden-Java, Indonesië. Blumbangrejo telt 1040 inwoners (volkstelling 2010).